# Тереза Корвін-Госевська
Тереза Корвін-Госевська гербу Корвін (? — 1708) — шляхтянка Великого князівства Литовського.

## Біографія
Тереза була дочкою Вінцента і внучкою Олександра Корвін-Госевських, які обидвоє були важливими політичними і військовими діячами в найпохмуріші часи, зокрема, польсько-московських воєн (1605–1618), повстання Хмельницького і «Потопу».
Її перший чоловік Юзеф Богуслав Слушка — польний гетьман литовський і віленський каштелян. Другий — Казимир Ян Сапєга гербу Лис - був польним гетьманом литовським, воєводою віленським. Обидва шлюби були бездітними.